# Jakobsberg (Rheinhessen)
Der Jakobsberg ist ein 273 Meter hoher Berg in Rheinhessen. Er liegt etwa sieben Kilometer südöstlich von Bingen am Rhein bei Ockenheim und ist einer der drei „heiligen Berge“ im Rheinhessischen Hügelland.

## Lage
Vom Jakobsberg blickt man nach Norden über das Rheintal in den Rheingau und den angrenzenden Taunus. Wendet man den Blick weiter westlich, so kann man den Rochusberg (242 m) bei Bingen mit Rochuskapelle und den Beginn des UNESCO-Welterbes Oberes Mittelrheintal und weiter im Westen den Hunsrück erkennen. Nach Süden hin erstreckt sich ein Hochplateau auf dem der Gau-Algesheimer Stadtteil Laurenziberg liegt. Dem Jakobsberg östlich benachbart liegt der Westerberg.

## Geologie
Ein Rutschungsgebiet erstreckt sich auf etwa 4 km Länge zwischen den
Ortschaften Gau-Algesheim und Dromersheim. Das Gelände fällt hier in verschiedenen Stufen der Hangneigung von 273 m auf 80 m (Rheinniveau), zunächst steil (30° im Oberhang) dann abnehmend steil (im Mittelhang maximal 15°) ab.

## Nutzung
Direkt am Rand des Plateaus liegt das Kloster Jakobsberg, in dem das Bistum Mainz eine Weiterbildungsstätte betreibt. Der Hang ist vom Weinbau geprägt, in der Nähe zu Ockenheim findet sich eine Hangbebauung, trotz der Rutschungen. Die Hochebene wird landwirtschaftlich genutzt.

## Galerie

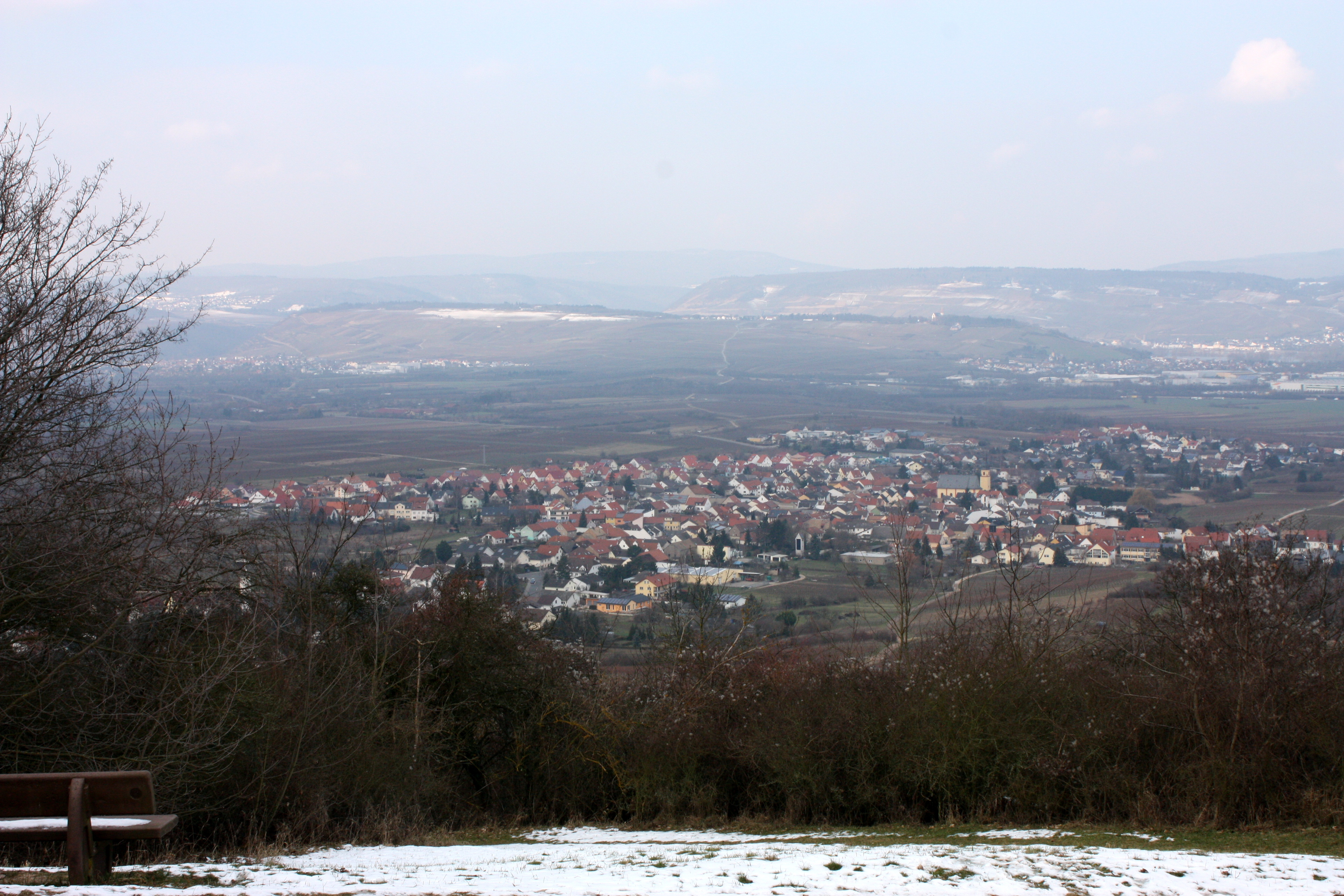
Blick auf Ockenheim
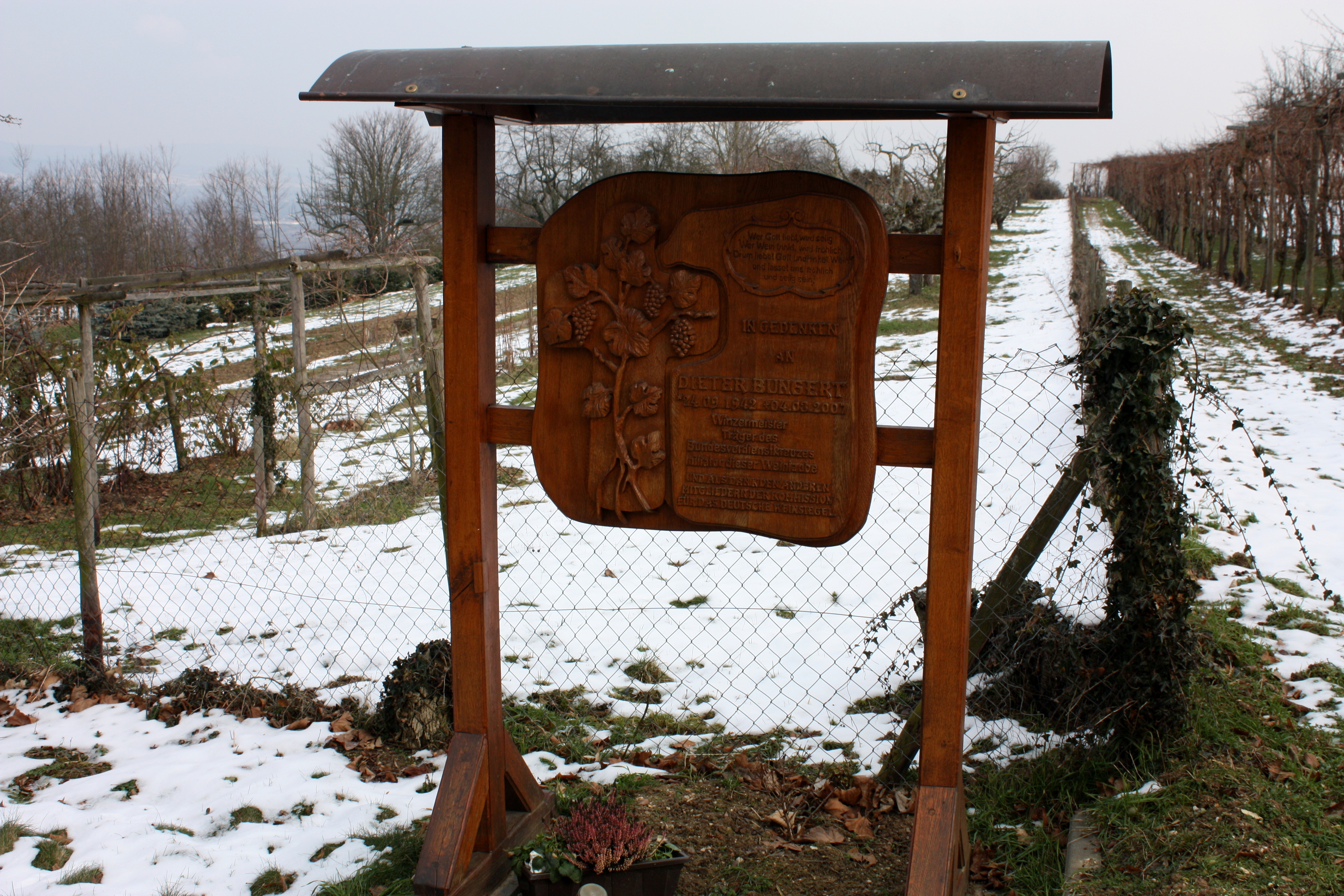
Gedenktafel Winzermeister Bungert
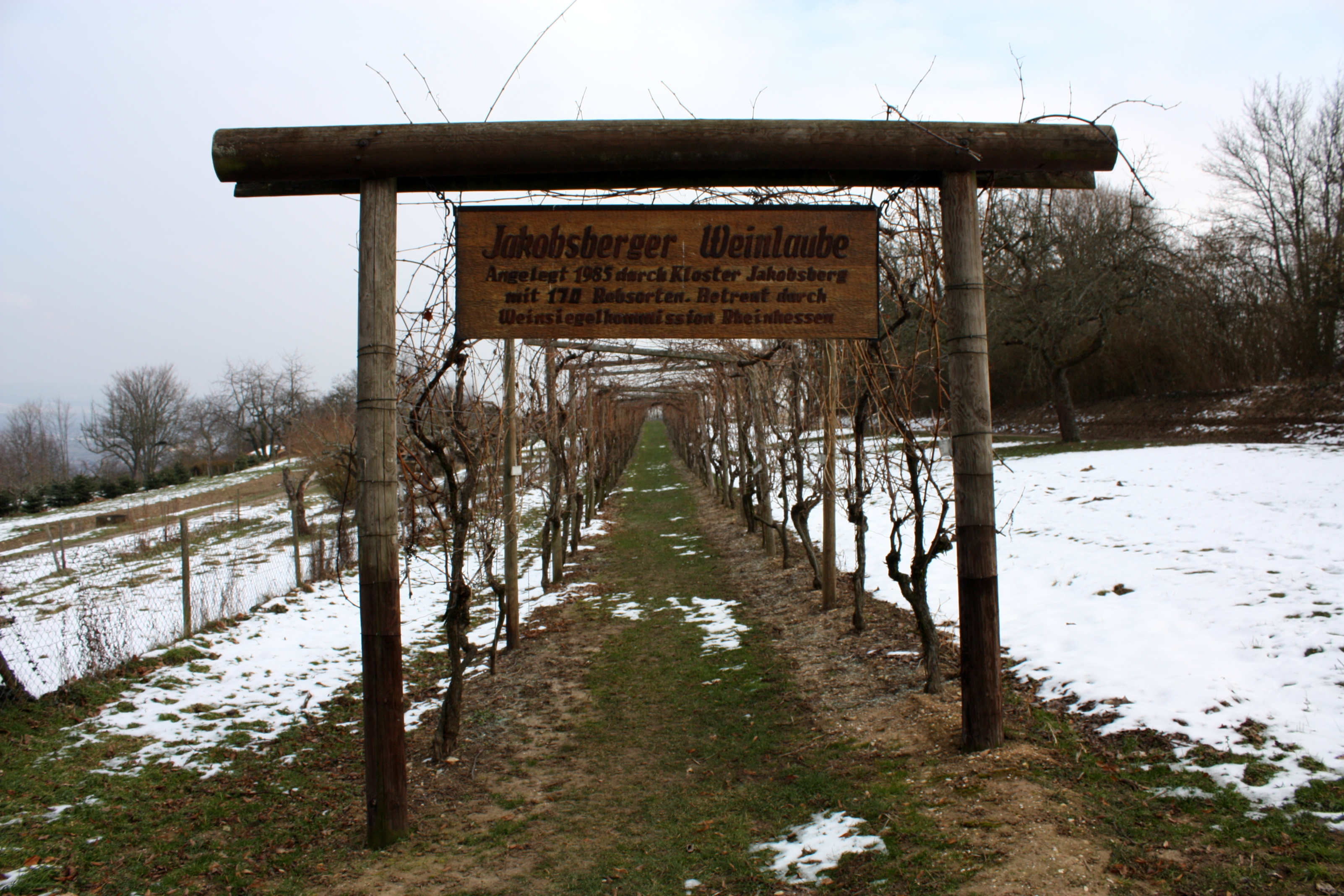
Jakobsberger Weinlaube